# Xanthopan morganii
Xanthopan morganii, (molia sfinx a lui Morgan) este o specie de molie de dimensiuni mari din familia Sphingidae. Este întâlnită în Africa de Est (Rhodesia, Nyasaland) și în Madagascar.
Larvele au ca principală sursă de hrană specile Annona senegalensis, Hexalobus crispiflorus, și specii de Uvaria, Ibaria și Xylopia.